# Räddningstjänsten Dala Mitt

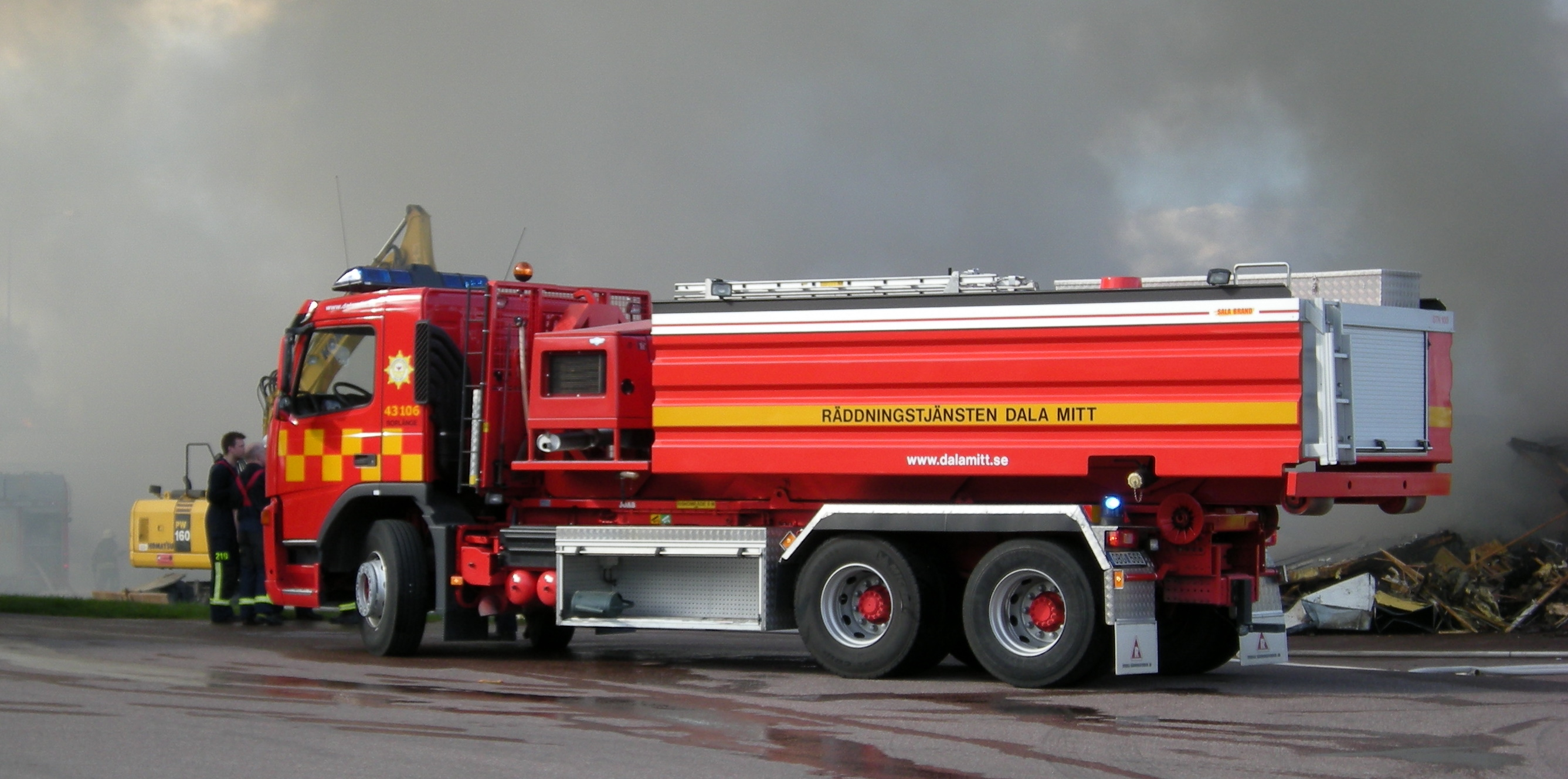
Borlängestationens containerbil 43 106.

Räddningstjänsten Dala Mitt är ett kommunalförbund för räddningstjänster bildat 1998 av Falu, Borlänge och Säters kommuner. Sedan 2011 ingår också Gagnefs kommun. Ludvika kommun anslöt 2019, efter att tidigare ha samarbetat med Ljusnarsbergs kommun inom dåvarande Räddningsnämnden Västerbergslagen.
Förbundet bemannar tre heltidsstationer och 14 beredskapsstationer och har cirka 420 anställda (2021).

## Stationer[5]

### Falu kommun
- Falun. Heltidsstation.
- Bjursås. Beredskapsstation.
- Enviken. Beredskapsstation.
- Grycksbo vid Grycksbo Paper. Beredskapsstation.
- Svärdsjö. Beredskapsstation.

### Borlänge kommun
- Borlänge. Heltidsstation med beredskapsstyrka.

### Säters kommun
- Säter. Beredskapsstation.
- Stora Skedvi. Beredskapsstation.
- Gustafs. Beredskapsstation.

### Gagnefs kommun
- Gagnef. Beredskapsstation.
- Mockfjärd. Beredskapsstation.
- Björbo. Beredskapsstation.

### Ludvika kommun
- Ludvika. Heltidsstation.
- Grängesberg. Beredskapsstation.
- Nyhammar. Beredskapsstation.
- Fredriksberg. Beredskapsstation.
- Sunnansjö. Beredskapsstation.